# Скирснемуне
Скирснемуне или Скирснямуне (лит. Skirsnemunė) — деревня на западе Литвы, в Юрбаркском районе Таурагского уезда. Административный центр Скирснемунского староства.

## Положение и общая характеристика
Расположена на берегу реки Неман (лит. Nemunas), в 9 км Юрбаркас.

## История
В 1313 году рыцари Тевтонского ордена построили здесь, неподалёку от ранее завоёванной уже ими крепости Рагнит, деревянный замок Христмемель (нем. Christmemel, лат. Christi Memela, Kyrsmemel, Kirsmomela). По проекту великого магистра тевтонского ордена Карла фон Трира новый замок служил для борьбы с Жемайтией. Он был окружен болотами и снабжался по воде.
Литовский князь Витень пытался атаковать замок осенью 1315 года, но неудачно.
Позже замок утратил своё значение для ордена и был покинут; а вместо него неподалёку, чуть выше по течению Немана, в 1337 году была построена крепость en:Bayerburg (Raudonė), при котором образовалось местечко Раудоне.

## Герб
Герб вместе с магдебургскими правами предоставлен в 1792 году.